# Henry Plumb
Pour les articles homonymes, voir Plumb.
Charles Henry Plumb, lord Plumb, né le 27 mars 1925 dans le Warwickshire (Angleterre) et mort le 15 avril 2022, est un agriculteur et homme politique britannique, membre du Parti conservateur.
Président du Parlement européen de 1987 à 1989, il est le seul Britannique à avoir occupé ce poste.

## Publication
- Henry Plumb, The Plumb Line: A Journey Through Agriculture and Politics by Henry Plumb, Greycoat Press, 2001 (autobiographie)